# Zrcalno pisanje
Zrcalno pisanje je nekakšna oblika kriptiranega besedila. Tovrstna pisava je na prvi pogled nečitljiva, v ogledalu pa je odsev normalno čitljiv. Med najbolj znanimi ljudmi, ki so uporabljali tovrstne zapise je bil Leonardo Da Vinci. V starih časih so ga uporabljali levičarji in to tako, da so vlekli pero od desne proti levi.